# شهرک زکریا
شهرک زکریا (به لاتین: Zakariya Town) یک شهر در ناحیه ملتان است که در پنجاب واقع شده‌است.